# (6708) Bobbievaile
(6708) Bobbievaile  es un asteroide perteneciente al cinturón de asteroides, descubierto el 4 de enero de 1989 por Robert H. McNaught desde el Observatorio de Siding Spring, en Australia.

## Designación y nombre
Bobbievaile se designó inicialmente como 1989 AA5.
Fue nombrado en memoria de Roberta 'Bobbie' Vaile (1959-1996), profesora de física en la Universidad de Western Sydney. Bobbie Vaile se destacó en comunicar la belleza y complejidad de la ciencia a los estudiantes y a la comunidad en general. El Centro SETI Australia fue fundado en la UWS como resultado de la participación de Bobbie en la búsqueda de inteligencia extraterrestre y su uso innovador de SETI para enseñar ciencias. Una profunda fe la sostuvo durante los logros de sus últimos siete años, mientras un tumor cerebral le pasaba factura. Para muchos colegas y estudiantes, Bobbie era una amiga comprensiva y cercana, y sigue siendo una inspiración.

## Características orbitales
Bobbievaile orbita a una distancia media del Sol de 2,446 ua, pudiendo acercarse hasta 2,004 ua y alejarse hasta 2,888 ua. Tiene una excentricidad de 0,181 y una inclinación orbital de 12,073° grados. Emplea en completar una órbita alrededor del Sol 1397,17 días.

## Características físicas
Su magnitud absoluta es 13,26. Tiene 8,074 km de diámetro. Su albedo se estima en 0,169.

## Satélites
Posee un satélite que fue descubierto en 2009.